# Isthmia
Isthmia  este un oraș în Grecia în prefectura Corintia.